# Émile Salembier
Pour les articles homonymes, voir Salembier.
Émile Salembier est un homme politique français né le 18 juillet 1857 à Saint-Pierre-lès-Calais (Pas-de-Calais) et décédé le 11 juin 1919 à Calais (Pas-de-Calais).

## Biographie
Syndicaliste, fondateur du syndicat des tullistes du Pas-de-Calais, joue un rôle central dans la grande grève de 1890 dont il négocie l'accord final avec le patronat. Secrétaire de l'union syndicale de Calais, affiliée à la fédération nationale des syndicats, il milite en même temps au Parti ouvrier français, qu'il a rejoint en 1882.
En 1888, il est élu conseiller municipal de Calais, et devient, en 1896, maire de cette ville. L'année suivante, du fait d'un conflit de personnes au niveau local, il quitte le POF et milite comme socialiste « autonome ». Il crée alors une coopérative ouvrière qui ira en se développant. Battu aux municipales en 1900, il devient l'année suivante, président de la fédération internationale des ouvriers tullistes, créée grâce à la coopération entre le syndicat calaisien et des syndicats anglais lors de la grève menée pour la journée de huit heures.
En 1905, il devient secrétaire de la fédération socialiste unitaire du Pas-de-Calais, fondée dans la perspective de l'unification socialiste qui aboutit à la naissance de la SFIO. En 1908, il remporte les municipales à Calais, dont il redevient le maire. Conseiller général en 1910, élu député en 1914, il n'achève pas son mandat, décédant à 61 ans en juin 1919.
Il est inhumé au cimetière Sud à Calais.

## Postérité
Une place de Calais porte son nom.

## Sources
- « Émile Salembier », dans le Dictionnaire des parlementaires français (1889-1940), sous la direction de Jean Jolly, PUF, 1960 [détail de l’édition]
- Dictionnaire biographique du mouvement ouvrier français, notice de Justinien Raymond et Alain Lottin